# 谢灿
谢灿，现任中国科学院强磁场科学中心研究员。湖南师范大学生物系学士，中国科学院遗传与发育生物学研究所博士，哈佛大学医学院博士后。2009年至2019年任北京大学生命科学学院教授。2015年9月，清华大学教授张生家将一篇与时任北大教授谢灿的研究相关的论文发表在《科学通报》英文版上，被谢灿等人认为是抢夺其科研成果的学术不端行为，引起“抢发论文”的争议而被媒体广泛报道。

## 生平

### 抢发论文事件
2015年9月16日，《澎湃新闻》刊发报道《清华学者抢发北大教授“诺奖级”论文，涉事两校要求撤稿未果》。报道称，2014年12月北京大学生命科学学院谢灿教授带领的研究组在动物磁感应受体蛋白做出了重要、新颖的发现。谢灿将论文投给《自然》杂志的子刊《自然材料》（Nature Materials），文章进入审稿阶段。然而，张生家得知谢灿的研究成果后，进行了进一步的研究，在谢灿的文章发表前抢先将自己的论文投给了《科学通报》英文版，并在2015年9月15日获得在线发表。文章发表前，北京大学和清华大学的高级领导在8月22日介入了这起纠纷，但文章仍然按期发表了。北京大学和清华大学联名致信《科学通报》，要求撤稿，以维护学术道德、学术伦理。按照这篇9月16日的报道，《科学通报》当时回应尚无应对方案。
谢灿在2009年自美国回到中国，到北京大学任教，他独立设计并实施了动物对磁场感应的受体基因的研究。有的动物即使在天黑时也不会迷失方向，因为它们可以凭借地磁场确定南北方向。动物磁感应受体蛋白就是动物体内可以感应地磁场并依此定位的蛋白质。张生家认为这是一项诺贝尔奖级别的发现。《澎湃新闻》的报道中，北京大学生命科学学院教授李毅也持此观点，他说此前国际上对动物如何定位的研究尚属空白，谢灿是首个找到这一基因的人。谢灿并不同意“诺贝尔奖级”的看法。谢灿在2012年首次成功地筛选、鉴定了这一基因。这个受体基因简称磁受体，被命名为MagR。此后，谢灿又用了两年的时间，经过结构生物学、生物物理学研究，认定这一基因介导动物感知磁场，这很可能就是动物迁徙和生物导航的基础。2014年12月8日，谢灿研究组将论文提交《自然》杂志。由于这一研究新颖、重大，文章迅速进入送审阶段。
做出发现后，谢灿有一次在课堂上提到了他的这项研究。张生家获知之后，托人引见，拜访了谢灿。按照谢灿的说法，他以为张生家是清华大学某教授的助手，就把自己的研究数据和相关资料提供给了张生家。谢灿说，与他合作的组很多，他把基因提供给了六个课题组，“科学圈子是比较开放的，我不会对合作者藏着掖着”。在谢灿和张生家的邮件、微信交流中，双方达成“君子协定”。协定有两个方面。其一是张生家的论文必须要等到谢灿投给《自然材料》的那篇文章发表之后才能发表，而且需要注明谢灿实验室的工作。其二，谢灿须是张生家论文的合作者。然而，2015年8月，张生家突然提出要提前发表他的论文。
8月22日，张生家与谢灿争执不下，清华大学和北京大学两校的领导介入。谢灿向两所学校提交了《关于清华大学张生家在与北京大学谢灿关于动物磁感应受体蛋白项目的合作中违背学术道德行为的情况说明》，附上了他与张生家的微信、邮件记录，希望“北大和清华能启动学术道德调查和相关程序阻止张生家私自投稿的行为”。收到信件后，清华大学施一公回复“清华会严格按照学术道德规范要求清华的老师对待合作”。然而，文章依旧发了出来，北京大学的谢灿等人并未出现在作者名单中，张生家只是在文章的致谢里说到“蛋白基因来自谢灿实验室”。
张生家对此事的回应是，并没有抢发论文的事情。张生家表示，他和谢灿的研究内容不一样，所以不算是抢发。“说抢发成果绝对不可能，所有的数据都在我手上，他发他的，我发我的，不存在抢发”。张生家称，双方只有口头协议，没有书面协议。张生家承认他和谢灿曾有合作协议。张生家说，北京大学后来打算与清华大学的另一名教授分享研究成果，这样做事实上已经取消了此前的合作协议。